# Bulldog Drummond (1922)
Bulldog Drummond é um filme mudo em preto e branco produzido nos Estados Unidos, dirigido por Oscar Apfel e lançado em 1922. Talvez seja filme perdido.